# Platytesis semifurva
Platytesis semifurva är en fjärilsart som beskrevs av George Francis Hampson 1919. Platytesis semifurva ingår i släktet Platytesis och familjen Crambidae. Inga underarter finns listade i Catalogue of Life.